# 阿拉马里
阿拉马里是巴西巴伊亚州的一个市镇。总面积352.54平方公里，总人口9457人，人口密度26.8人/平方公里。